# Marc Martel
Pour les articles homonymes, voir Martel.
Marc Martel  (né le 16 novembre 1976) est un musicien canadien de rock chrétien. Il est membre du groupe Downhere. Il est connu comme étant l'un des meilleurs sosies vocaux de Freddie Mercury. 

## Biographie
Il est né à Montréal de Michel Martel et de Barbara Beresford. Il a fréquenté le Briercrest College and Seminary à Caronport, en Saskatchewan, où il a rencontré son colocataire Jason Germain. Avec lui et quelques amis, il a formé le groupe Downhere en 1999 .
En 2018, il poste une vidéo sur Youtube d'une reprise de Bohemian Rhapsody dont la signature vocale est très similaire à celle de l'interprète du groupe Queen. Elle a été vue plus de 50 millions de fois.
En 2018, il participe au film biographique Bohemian Rhapsody centré sur la carrière du groupe Queen, interprétant certains passages vocaux de Freddie Mercury, incarné par Rami Malek.